# 出刃包丁

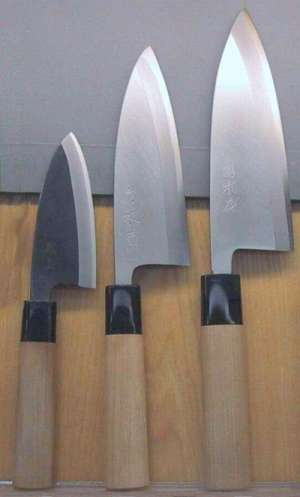
出刃包丁

出刃包丁（でばぼうちょう）は和包丁の一つ。単に出刃と呼ばれることもある。魚を捌くための包丁であり、現代では肉を切る用途にも使われている。刃渡りは10cm程度のものから50cm程度の大きいものまでさまざまである。一般的には15cmから20cm位のものが多い。

## 歴史
出刃包丁について確認できる最も古い記録は江戸時代の『堺鑑』であり、「魚肉を料理する庖丁」と紹介されている。その時には既に堺の名品として知られていたらしく、詳細な登場時期や普及過程などは明らかになっていない。
『堺鑑』には「その鍛冶、出歯の口もとなる故、人呼んで出歯庖丁と云えり」と記述されているが、これが普及や時間経過とともに「出刃」に変わっていったものと考えられる。
『本朝世事談綺』にも出歯庖丁について類似の記述がある。

## 形状
この包丁は魚の首を落とし、三枚おろしにするために設計されている。魚の骨を切るために他の包丁と比べて重くなっている。
形状は、刃の幅が広く厚みがあり、多くは刃元にかなり鈍角な刃を持っている。大きさはさまざまであり、使う対象によって使い分けを行う。対象に合わない大きさの出刃包丁はかえって使いづらい。小さく薄手のものは鯵切り包丁とも呼ばれる。
一般的には片刃であるが、地域により両刃のものや、刃の幅を少なくしているもの、また切刃を広くしているものなどもある。

## 用途
出刃包丁の特徴は主に魚を下ろすためにつくられたものである。刃元が太いことから魚の頭を刃にダメージを受けることなく切り落とすことができる。また、鳥の小骨程度であればやはり切ることができる。刃の半ばから先にかけては鰭を切り落としたり、内臓を取り払ったり、魚の小骨を気にすることなく捌くことができる。しかし、出刃包丁は太い骨を切ることを目的として作られたものではない。元々は魚を切るために開発された包丁であったが、現在では魚だけでなく肉、また冷凍された食材を切ることにも使われている。